# Maria Skerritt
Maria Skerritt (1702 – 4 giugno 1738) è stata una nobildonna inglese.

## Biografia
Maria Skerritt era l'unica figlia nota di Thomas Skerret, un ricco mercante londinese. Si sposò nel 1738 con Robert Walpole e suo padre pagò una dote di 30.000 sterline. Walpole si era allontanato dalla sua prima moglie, Catherine Shorter, e aveva avuto una serie di amanti. Maria Skerritt fu una compagna di lunga data di Walpole (1723-1738) poiché vissero insieme sia a Richmond che a Houghton Hall nel Norfolk mentre la prima moglie di Walpole era ancora in vita. La signorina Skerritt era accolta ovunque e si muoveva nella società alla moda. Interpretò persino il ruolo di Polly nella ballad opera L'opera del mendicante scritta nel 1728 da John Gay, in cui Walpole interpretava Macheath.
Lady Walpole veniva spesso menzionata anche nelle lettere di Lady Mary Wortley Montagu come 'Molly'. Infatti una di essa recita: "Vedo tutti ma non conversano con nessuno se non con 'des amies choisies'; in prima fila tra queste ci sono Lady Stafford e la cara Molly Skerritt, entrambe con l'ulteriore merito di essere vecchie conoscenze e di non avermi mai dato motivo di lamentarmi di nessuna delle due".
Maria morì di parto il 4 giugno 1738 e fu sepolta nella Chiesa di San Martino nella tenuta di Walpole a Houghton Hall nel Norfolk.
Walpole fu creato conte di Orford dopo essersi ritirato dalla carica di primo ministro nel 1742, e usò la sua influenza su re Giorgio II per far sì che alla figlia illegittima avuta da Lady Walpole, Maria, venisse concesso il rango e la precedenza di figlia di un conte, così divenne "Lady Maria Walpole". La figlia Maria nacque tra il 1723 e il 1734, e in seguito sposò il colonnello Charles Churchill di Chalfont, con il quale ebbe due figlie.

## Ascendenza
|                |   |   | Genitori |  |  | Nonni |  |  | Bisnonni |  |
|                |   |   |          |  |  | …     |  |  | …        |  |
|                |   |   |          |  |  | …     |  |  | …        |  |
|                |   | … |          |  |  | …     |  |  |          |  |
| Thomas Skerret |   |   |          |  |  | …     |  |  |          |  |
|                |   | … | …        |  |  |       |  |  |          |  |
|                |   | … | …        |  |  |       |  |  |          |  |
|                |   | … | …        |  |  |       |  |  |          |  |
| Maria Skerritt |   | … |          |  |  |       |  |  |          |  |
|                | … | … |          |  |  |       |  |  |          |  |
|                | … | … |          |  |  |       |  |  |          |  |
|                | … | … |          |  |  |       |  |  |          |  |
| Esther         | … |   |          |  |  |       |  |  |          |  |
|                |   | … | …        |  |  |       |  |  |          |  |
|                |   | … | …        |  |  |       |  |  |          |  |
|                |   | … | …        |  |  |       |  |  |          |  |
|                |   | … |          |  |  |       |  |  |          |  |